# علاء الدين (ممثل)
علاء الدين (بالإنجليزية: Aladdin)‏ هو عازف كمان وممثل أمريكي، ولد في 12 سبتمبر 1912 بنيويورك في الولايات المتحدة، وتوفي في 9 يونيو 1970 بفان نويس في الولايات المتحدة.

## وصلات خارجية
- علاء الدين على موقع IMDb (الإنجليزية)